# 出雲広貞
出雲 広貞（いずも の ひろさだ、生没年不詳）は、平安時代初期の貴族・医師。姓は連のち宿禰、朝臣。侍医・出雲嶋成の子。官位は正五位下・信濃権守。

## 経歴
摂津国出身。延暦23年（804年）の年末から病に伏していた桓武天皇に対して、昼夜怠らず治療にあたった功労により、翌延暦24年（805年）正月に正六位上から外従五位下に昇叙される。同年11月左京に貫附される。
平城朝では、中内記・典薬助・侍医を務めると共に、美作権掾・但馬権掾と近国の国司を兼ねた。また、平城天皇の命を受けて衛門佐・安倍真直と共に各地方・諸家に伝わる調薬の方法を編纂し、大同3年（808年）に日本初の医薬書となる『大同類聚方』として撰上している。
嵯峨朝でも引き続き侍医を務める傍ら、弘仁2年（811年）に内薬正を兼ね、のち信濃権守も務めた。またこの間に、大同5年（810年）従五位下、弘仁11年（816年）従五位上、弘仁13年（818年）正五位下と昇進し、弘仁3年（812年）には宿禰姓に改姓している。
医書『難経開委』を著したとされるが、散逸して現存しない。

## 官歴
『日本後紀』による。
- 時期不詳：正六位上
- 延暦24年（805年） 正月28日：外従五位下。11月29日：貫附左京
- 時期不詳：中内記
- 延暦25年（806年） 正月28日：兼美作権掾。2月16日：典薬助、兼美作権掾如故。日付不詳：侍医。4月24日：兼但馬権掾
- 大同5年（810年） 8月20日：従五位下（内位）
- 弘仁2年（811年） 4月5日：兼内薬正、侍医但馬権掾如故
- 弘仁3年（812年） 6月12日：連姓から宿禰姓に改姓
- 弘仁11年（820年） 正月7日：従五位上
- 弘仁13年（822年） 正月7日：正五位下
- 時期不詳：宿禰姓から朝臣姓に改姓[4]。信濃権守[4]

## 系譜
- 父：出雲嶋成[5]
- 母：不詳
- 生母不明の子女
  - 男子：菅原峯嗣（793-870）[4]
  - 男子：菅原春江[5]